# 慶祝香港回歸祖國二十五周年文藝晚會

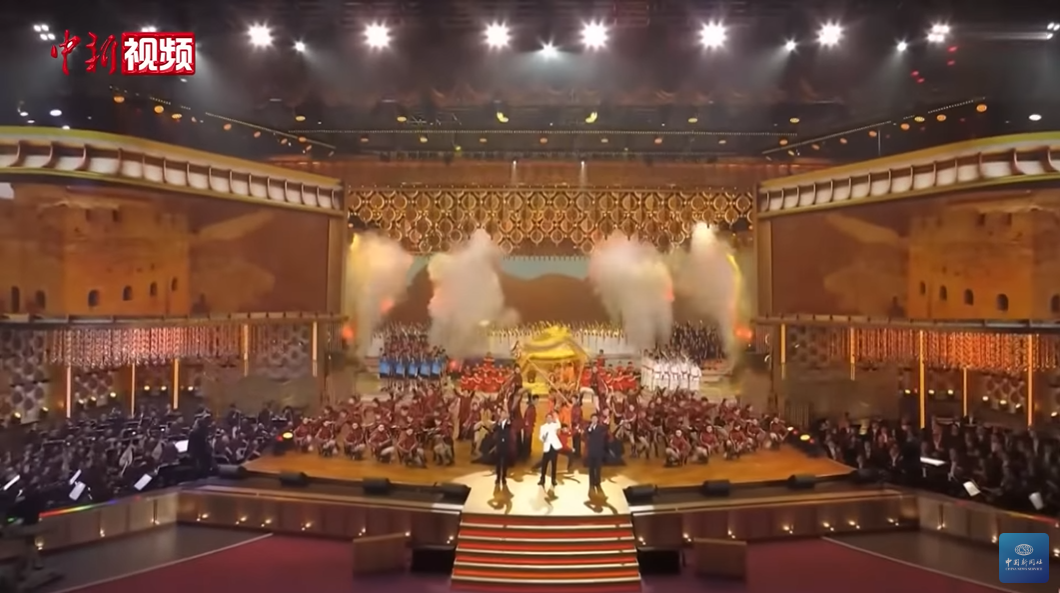
因「颱風暹芭」襲港並使香港天文台發出八號東南烈風或暴風信號，庆祝香港回归祖国二十五周年文艺晚会最後改以錄播形式播出

慶祝香港回歸祖國二十五週年文藝晚會為香港特別行政區政府為慶祝香港回歸二十五週年而舉辦的活動之一，由康樂及文化事務署主辦，電視廣播有限公司承辦，由汪明荃、陳貝兒、陸浩明主持，動員逾700人參演，原定於2022年7月1日晚上8時在紅磡香港體育館舉行，受颱風暹芭襲港影響改為錄影播出，是首次現場沒有嘉賓及觀眾出席的慶回歸文藝晚會，當晚播出的為提前一天錄影的彩排版本。

## 播放時間
文藝晚會於2022年7月1日晚上於以下平台播放：

### 電視
- 無綫電視翡翠台（香港時間20:00-21:25）[4]
- 翡翠台（香港時間20:00-21:25）
- ViuTV（香港時間20:00-21:30） [4]
- 香港開電視（香港時間20:00-21:25）[4]
- 港台電視31（香港時間20:00-21:15）[4]
- 港台電視32（香港時間20:00-21:15）[4]
- 鳳凰衛視香港台（香港時間19:59-21:15）[4]
- now直播台[4]
- 新時代電視1台（加拿大東岸及西岸時間21:50-23:00）[5]
- 新時代電視2台（加拿大東岸時間19:30-20:40、23:30-00:40、翌日03:30-04:40及西岸時間16:30-17:30、20:30-21:40、翌日00:30-01:40）[6]

### 電台
- 香港電台第二台（香港時間20:00-21:15）[4]

### 網絡/新媒體平台
- 新華社bilibili帳號（北京時間20:00）[7]
- 埋堆堆app（北京時間20:00）
- TVB YouTube頻道（香港時間20:00）[8]
- 香港電台YouTube頻道（香港時間20:00）[8][9]
- 鳳凰衛視及香港V YouTube頻道（香港時間20:00）[10][11]
- 通視YouTube頻道（香港時間20:00）
- 香港電台YouTube頻道
- 香港政府新聞處網頁、政府新聞網Facebook專頁及康文署Facebook專頁[12]

## 晚會内容

### 同慶
- 《我和我的祖國》（香港管弦樂團、香港中樂團演奏，香港歌劇院合唱團、香港城市合唱團合唱，翻唱李谷一作品）
- 《同根同心》《凝聚每分光》《香港我家》（謝霆鋒、陳偉霆）
- 《中國人》（劉德華、謝霆鋒、陳偉霆）

### 同心
- 短片：《繽紛香港·永璀璨》——幸福（藝人錢嘉樂）、拼搏（投資總監蔡德昇）、同心（退休病房經理岑冰迢）、自强（生物科技公司創辦人招彥燾）
- 《聆聽世界》：
  - 《拉克美：花之二重唱》《茶花女：饮酒歌》（鄺勵齡、陳倩倩、蕭凱恩等）
  - 《意大利波尔卡》（牛牛、黄蔚然）
  - 《發熱發亮》（姚焯菲、鍾柔美、詹天文，翻唱鄭秀文作品）
  - 弦乐四重奏《四季·夏》（姚珏等）
  - 《希望》（李克勤、周深）[註 1]（小提琴：姚珏等）

### 同行
- 短片：《活力香港·永爭先》——為祖國與香港送上祝福！（香港運動員張家朗、鄧俊文、謝影雪、歐詠芝、黃鎮廷、李　靜、胡兆康、趙詠賢、蘇慧音、曹星如、呂麗瑤、李皓晴、杜凱琹、蘇樺偉）
- 《粤韻同行》：廣東音樂《彩雲追月》《平湖秋月》《步步高》（罗家英、余其偉、譚寶碩等）
- 大灣區之帆《扬帆未来》（郎朗[註 2]、香港舞蹈團等）

### 同夢
- 《光影同夢》：
  - 《愛的根源》（譚詠麟、李幸倪）
  - 《情義兩心堅》（泳兒、李幸倪，翻唱張德蘭作品）
  - 《Dreams（英语：Dreams (The Cranberries song)）》（王灝兒、姬素·孔尚治，翻唱小紅莓樂隊作品）
  - 《夢中人》（王灝兒、姬素·孔尚治，翻唱王菲作品）
- 《古今朗月明》（香港中樂團）
- 短片：《只此青绿》及香港故宮文化博物館介紹（东方歌舞团）
- 《城里的月光》（陳潔靈，翻唱許美靜作品）

### 共未來
- 短片：《魅力香港·永閃耀》：藝人丁子朗、巴基斯坦裔消防員簡澳沙瑪、生物科技公司開發長施明耀、創作人麥雅端
- 《中華力量》（成龍）
- 香港特別行政區成立25周年主題曲《前》MV（副歌部分）
- 短片：習近平視察香港
- 《創造命運》（譚詠麟）
- 《新的天地》（莫華倫）
- 《明天會更好》（譚詠麟、李幸倪、王灝兒、姬素·孔尚治）
- 《天耀中華》（莫華倫、鄺勵齡、陳倩倩、蕭凱恩等）
- 《歌唱祖國》（全體）

## 爭議

### 晚會被網民發現使用舊片演出
有網民發現香港回歸25週年晚會歌手李克勤和周深的演出，被發現為2020年參與內地節目（《我们的歌》賀歲金曲歌會）的片段。李克勤所屬的英皇娛樂表示播放該片段為大會安排。無綫電視總經理（節目內容營運）曾志偉指二人檔期不合，於是想到二次創作，用他們舊的合唱片段加上新的佈景，以及姚珏拉奏小提琴的新元素，認為「出來效果其實不錯」。

## 收視
是次晚會於香港免費電視頻道直播收視總數合共達28點，超過180萬觀眾收看，以下為各主要電視台之收視紀錄：
| 電視台         | 收視                   | 備註   |
| -------------- | ---------------------- | ------ |
| 無綫電視翡翠台 | 直播收視：23.4點       | [ 15 ] |
| 無綫電視翡翠台 | 跨平台直播收視：24.5點 | [ 16 ] |
| ViuTV          | 直播收視：1.6點        | [ 16 ] |
| 香港開電視     | 直播收視：1.2點        | [ 16 ] |

## 外部鏈接
- 慶祝香港回歸祖國二十五周年文藝晚會 （页面存档备份，存于）